# Linia kolejowa Wałcz – Złotów
Linia kolejowa Wałcz – Złotów – rozebrana w 1945 roku normalnotorowa linia kolejowa łącząca Wałcz ze Złotowem.

## Historia
Otwarcie linii następowało etapami. 10 września 1914 roku otwarto odcinek Płytnica – Złotów, a 25 listopada tego samego roku odcinek Wałcz – Płytnica. W 1945 roku, gdy na te tereny weszła Armia Czerwona, linię rozebrano jako zdobyczną. Linia na całej swojej długości była jednotorowa z rozstawem szyn wynoszącym 1435 mm.